# Gayang Souaré
Gayang Souaré, né le 8 novembre 1965 à Fianga, dans la région du Mayo-Kebbi Est , est un comptable et homme politique tchadien. 
De 2018 à 2020, il est ministre de l'Élevage et des Productions animales.

## Biographie

### Formation
Gayang Souaré a eu son baccalauréat série G2 au Lycée technique commercial de N'Djamena en 1987. Après son baccalauréat, il s'est inscrit à l’École Normale d’Administration et de Magistrature du Tchad ou il sort nanti d'un diplôme en comptabilité en 1988. Il rejoint l’université de N'Djaména pour poursuivre ses études à la faculté des sciences juridiques et techniques, études sanctionnées par une licence en 1996. La même année, il s'envole au Burkina pour poursuivre ses études, il obtient deux diplômes : contrôleur et inspecteur de trésor.

### Carrière
Gayang Souaré a d'abord commencé sa carrière en 1998 en tant qu’agent teneur de compte à la Trésorerie Générale. Après 10 ans de service, il devient chef de service Balance des Comptes et Centralisation des Opérations à la Division Comptabilité du Trésor public. En 2011, il devient Agent comptable à l’Hôpital Général de Référence Nationale de N’Djaména. Il a également occupé le poste de Directeur Général de la Société tchadienne d’eau et d’électricité. Gayang Souaré est un militant du Mouvement patriotique du salut (MPS), il a occupé plusieurs postes au sein de son parti parmi lesquels secrétaire national à la décentralisation et aux libertés locales de 2012 à 2015, Directeur de campagne du candidat Idriss Deby dans le départemental du Mont Illi pendant les élections présidentielles de 2006 et 2011. Il est membre du Conseil National du Salut depuis 2016.